# 松平容保
松平 容保（まつだいら かたもり、天保6年12月29日〈1836年2月15日〉- 明治26年〈1893年〉12月5日）は、幕末の大名。陸奥国会津藩9代藩主（実質的に最後の藩主）。京都守護職。高須四兄弟の一人で、水戸藩主・徳川治保の曾孫。現在の徳川宗家は容保の男系子孫である。

## 生涯

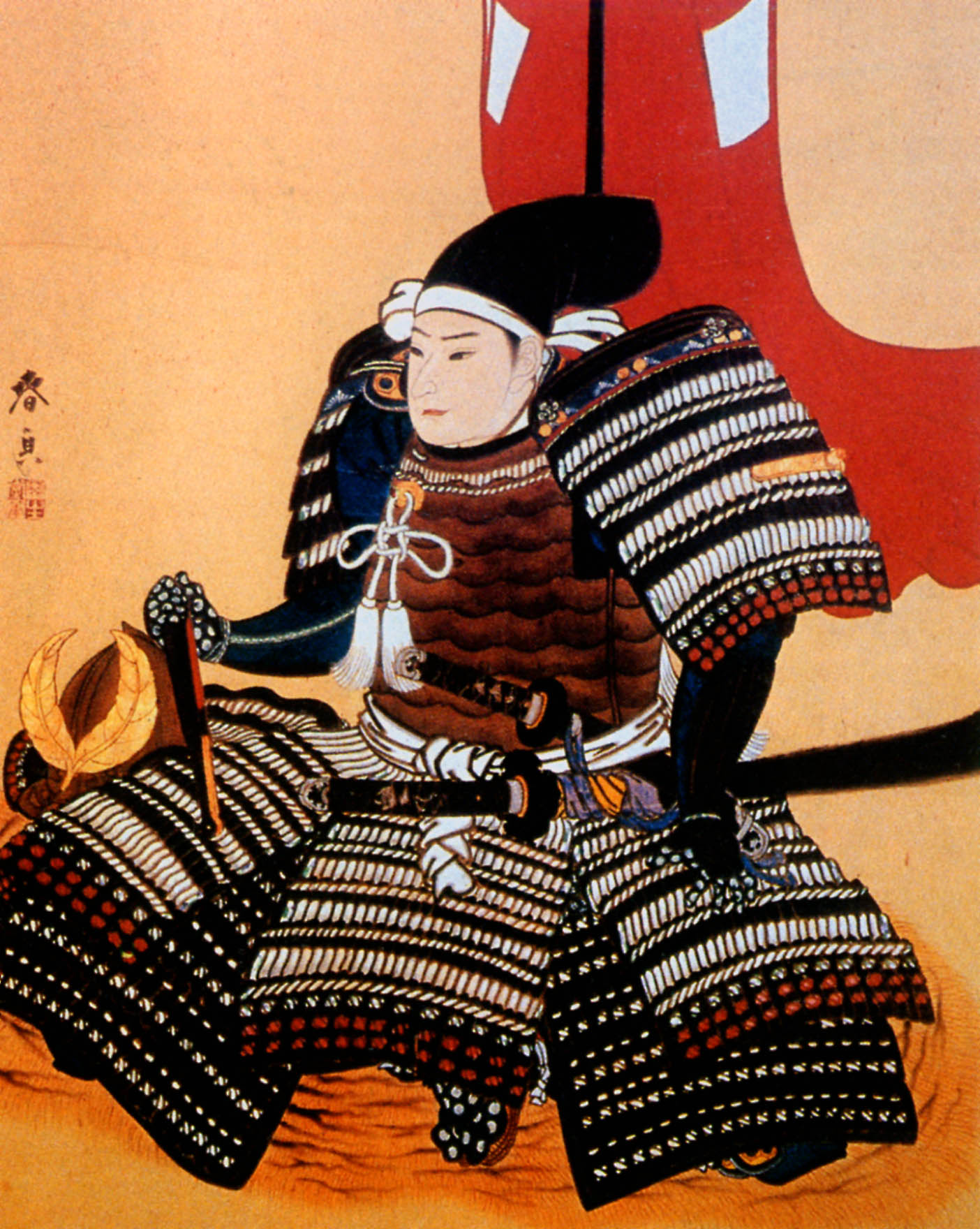
松平容保肖像画（会津武家屋敷所蔵）

### 生誕
天保6年（1835年）12月29日、江戸四谷土手三番丁の高須藩邸で藩主・松平義建の六男（庶子）として生まれる。母は側室の古森氏。幼名を銈之允と称す。
弘化3年（1846年）4月27日、実の叔父（父の弟）にあたる会津藩第8代藩主・容敬の養子となり、和田倉門内、会津松平家上屋敷に迎えられる。「お子柄がいい」と会津家の男女が騒ぐほど美貌の少年だったという。ここで藩主容敬より会津の家風に基づいた教育を施されることになる。それは神道（敬神崇祖における皇室尊崇）、儒教による「義」と「理」の精神、そして会津藩家訓による武家の棟梁たる徳川家への絶対随順から成り立っており、のちの容保の行動指針となった。
嘉永4年（1851年）、会津へ赴く。文武を修め、追鳥狩を行い、日新館に至り文武の演習を閲す。

### 会津藩主就任
嘉永5年（1852年）2月10日、藩主容敬が亡くなり、2月15日、封を継ぎ会津藩主・肥後守となる。
嘉永6年（1853年）4月、安房、上総の警備地を巡視し、士卒の操練や船の運用を見る。10月、会津藩、品川第二砲台管守を命じられる。
安政元年（1854年）10月3日、台命（将軍の命）により、駒場野にて老中・若年寄に藩士1000人余りを率いた教練を見せる。
安政2年（1855年）10月2日、大地震により和田倉邸・芝邸が焼失。死者165名。救済にあたる。
安政6年（1859年）9月、品川の守備を解かれ、蝦夷地の守備を命じられる。
松平容保には会津坂下の肝煎「唐司」が仕えていた。

### 幕府水戸間の調停と幕政参画
万延元年（1860年）、桜田門外の変が起こる。老中久世広周・安藤信正は尾張と紀伊に水戸家問罪の兵を出させようとしたが、容保はこれに反対し、徳川御三家同士の争いは絶対不可なるを説き、幕府と水戸藩との調停に努めた。これには家茂も容保の尽力に感謝した。これに続き容保は、問題となっていた水戸家への直接の密勅の返還問題に着手する。家臣を水戸に派遣し武田耕雲斎・原市之進らの説得にあたらせる一方、容保は委細を幕府に言上し言いなだめ、一滴の血も流さずして勅書を返上せしめ、解決に至らせる。

### 京都守護職就任
文久2年（1862年）28歳
5月3日、家茂より「折々登城し幕政の相談にあずかるように」と命じられる。幕政参与。
閏8月1日京都守護職に就任する。この時、容保は時疫にかかって病の床にあり、再三これを固辞した。容保は「顧みるに容保は才うすく、この空前の大任に当たる自信はない。その上わが城は東北に僻在していて家臣らは都の風習にはくらく、なまじ台命（将軍家茂の命令）と藩祖（保科正之）の遺訓（前述の会津藩家訓）を重んじて浅才を忘れ大任に当たれば、万一の過失のあった場合累は（徳川）宗家におよび、すなわち国家におよび、一家一身万死をもってしても償いがたい」と断り続けたが、政治総裁職松平春嶽や幕臣たちは日夜勧誘に来た上で、会津藩家訓を持ち出し「土津公（正之）ならばお受けしただろう」と言って詰めより、辞する言葉もなくなり奉命を決心する。
家老の西郷頼母、田中土佐らは急ぎ会津より到着し、京都守護職就任を断る姿勢を取った。西郷・田中や家臣たちは容保に謁し「このころの情勢、幕府の形勢が非であり、いまこの至難の局に当たるのは、まるで薪を背負って火を救おうとするようなもの。おそらく労多くして功少なし」と、言辞凱切、至誠面にあふれて戒める。しかし容保は、
「それはじつに余の初心であったが台命しきりに下り臣子の情誼としてもはや辞する言葉がない。聞き及べば余が再三固辞したのを一身の安全を計るものとするものがあったとやら。そもそも我家には宗家と盛衰存亡を共にすべしという藩祖公の遺訓がある。余不肖といえども一日も報效を忘れたことはない。ただ不才のため宗家に累を及ぼすことを怖れただけである。他の批判で進退を決めるようなことはないが、いやしくも安きをむさぼるとあっては決心するよりほかあるまい。しかし、重任を拝するとあれば我ら君臣の心が一致しなければその効果は見られないだろう。卿ら、よろしく審議をつくして余の進退を考えてほしい」
とのことであったので、家臣いずれも容保の衷悃に感激し、「この上は義の重きにつくばかり、君臣共に京師の地を死に場所としよう」と、君臣肩を抱いて涙したという。

### 幕府への建議書
容保はまず、家老田中土佐、公用人らに先発させ、京の在任準備、情勢視察をさせた。国家混乱を治めるため目的は公武一和（天皇と幕府が協力し国内の混乱を平定、その上で対外政策を取る）となり、そのため容保は幕府へ建議書を提出する。その内容は低頭謙虚な挨拶から始まり、天下の体制、朝廷の幕府への不信、上は孝明天皇の叡慮である鎖国、下は人民たちの主張の攘夷、これらを尊重しつつ、諸外国の長所を取ること、巨艦大砲の軍備の備え、などに至っている。孝明天皇が幕府と力を合わせることを望んでいることから、この時点で容保の考えは朝廷と幕府が力を合わせ（公武合体）、叡慮（天皇の考え）や世論は鎖国攘夷であるがこれを徐々に開国に向かわせることとなっている。その上で次の対策を挙げている。
1. 夷人の無礼や驕慢に毅然とした態度をとり、江戸府内の居住を制限する。
2. すでに開港した三港（長崎・横浜・箱館）はそのままとし、その他の条約で定められた兵庫・新潟の開港と江戸・大坂の開市は延期するよう外国と交渉する。
3. 朝廷より江戸へ下る勅使の待遇を改め、礼節をもって迎えること。

この容保の建白を幕府は採用し、開港を5年延期することに成功し、列国の公使館が品川の御殿山に新築され制限された。また、勅旨を携え江戸に到着した三条実美は好感をもって帰京し、孝明天皇の話を聞き「中正の卓見である」と嘉賞して喜んだ。

### 「言路洞開」と「策を用いるな」
文久2年12月24日、会津藩兵を率いて上洛する。この日は道の両側にその行列を見る市民が、蹴上から黒谷まで隙間なく続いた。容保は宿舎より先に本禅寺を休息所として旅装を礼装に改め、関白近衛邸にて天機（天皇の御機嫌）を伺い着任の挨拶をした。その後、金戒光明寺に入った。この行動が折り目正しいと、都人から好感と評価を得ることになった。
文久3年（1863年）29歳
1月2日、参内。小御所にて初めて孝明天皇に拝謁し、天杯と緋の御衣を賜う。「陣羽織か直垂に作り直すがよい」と恩詔がある。これは前年に幕府へ意見した「勅使待遇の礼を改め、君臣の名分を明らかにすること」に尽力した功であり、武士で御料の御衣を賜るのは古来稀有のことであった。
次に京市中の治安維持にとりかかる。京都守護職は夜中巡邏の制度を作り、暴徒の警戒を行った。その頃、京は過激な論を唱え暗殺と脅迫を手段とする攘夷派浪士が横行する巷と化し、治安の最も下がった状態にあり、日に2、3度は暗殺が行われ、その首や耳や手が脅迫文書と共に公卿の屋敷に投げ込まれるといった事態であった。これは攘夷派による過激な手段の幕府批判であり、邪魔となる者への殺戮と脅迫であった。しかし容保はすぐには鎮圧にはあたらず、「言路洞開」の方針を打ち出した。浪士が騒ぐのは意見が上に通らないため、話せばわかると考えた容保は「国事に関することならば内外大小を問わず申し出よ。手紙でも面談でも一向に構わない。その内容は関白を通じて天皇へ奉じる」と布告を出して発令し、幕府へも建議した。しかしこの時、一橋慶喜は「全て聞いていてはきりがない。やるならば勝手にせよ」とあしらっている。肥後の轟武兵衛、長州の久坂玄瑞が「三願（攘夷期限の設定、言論の自由、国事掛の厳選）」を願い出た時も、慶喜や松平春嶽は逮捕させようとしたが、容保だけは寛大の処置を置き、言路洞開こそが浪士鎮撫の良策だと論じている。
2月7日、山内豊信の館に首と脅迫文が投げ込まれる。容保はこれを聞いて安心できず、病を押して鷹司輔煕のもとへ伺い「この輩は天威を恐れず尊貴を侮る。罪万死に当たるが、その根底をきわめてみれば上下の事情が隔たりすぎていることによる。ゆえにあまねく令を発して言路を開く方法をとることにした。それでもなお令に従わない者、人心を惑乱させる振る舞いの者あれば、容保、職責をもって厳にこれを逮捕する。ゆえに朝廷内においてもみだりに動揺されることのないように」と述べた。
2月22日、足利三代木像梟首事件が起こる。攘夷派浪士により等持院にある足利将軍3代の木像の首が引き抜かれ、三条大橋に晒された。立てられた板札は公然とこの首を徳川に擬していた。これには容保も激怒し「尊氏には世論が様々あるが、いやしくも朝廷から官位を賜り政権を預かった者、このような尊貴の者を辱めることはそのまま朝廷を侮辱すると同じである。もし彼らに尊王の心があるならば先に言路洞開にて進言を許しているのにその令を奉さずこのような凶暴をなすはずがない。これは実に、上は朝憲をあなどり下は臣子の本分を忘れたもの。ことにその暴行は屍に鞭打つに等しい残虐の行い。暴行ここに至れば許すべからず」として町奉行に追捕を厳命した。
2月25日、過激浪士は京にいるだけでも500人はあるという噂が立ち、恐れた町奉行や三条実美から逮捕の中止を求める声が上がったが、容保は「たとえ浮浪の徒が幾百いようとも、国家の典型は正さねばならない」とした。
以後、治安維持は警戒を強めていく。ある家臣が容保に「様々な策謀が巡る混乱の時局、こちらも策を弄して参りましょう」と進言したところ、容保は「策は用いるな。最後には必ず一途な誠忠が勝つ」と家臣を叱った。容保は家臣の勤めが至らぬ時も、民から凶暴の訴えがあった時も、それらは全て自分の不肖として一言も家臣を責めなかったという。やがて家臣もこれにならい、職の責任を重んじ尽くした。

### 孝明天皇の御宸翰
将軍徳川家茂は和宮降嫁の御祝言上のため上洛した。これに先立ち過激浪士たちは、これを妨ぐために伊勢奉幣使派遣を画策するが、容保はこれを事前に察知。未然に防ぐ。
3月10日、浪士組のうちの京壬生村に残留していた者達の差配を幕府より命じられ、近藤勇、芹沢鴨ら17名の浪士から会津藩へ嘆願書が提出される。12日には彼らを「会津藩お預かり」とする（壬生浪士、後の新選組）。
3月11日、過激派の企画により加茂社行幸が行われるが、容保、厳重な警戒により事なきを得る。家茂も行列に参加し、孝明天皇は将軍の頼もしさを語ったと容保は聞き、公武一和の成果に喜んだ。
3月17日、この頃イギリスが横浜来航し、生麦事件や英国公使館焼き討ち事件の賠償金を幕府に請求、応答によっては戦端が開かれそうな問題が発生する。この混乱を理由に将軍家は江戸へ帰りたがり、朝廷へ帰国を奉請した。これに容保は大いに驚き引き止めた。「横浜の問題については、いよいよの際には代わりに後見職・総裁職に東下して頂き、それ以上に公武一和が重要であり将軍は京を離れるべきではない」として「天朝より御一和相整い、人心帰嚮するまでは長く御滞京あそばされ、上は宸襟を安んじ奉り、下は万民の帰嚮を致させられ、神州の治安の基本相立ち候よう。強いて御東帰あそばされては天朝に対しても御不都合の儀、深く心痛仕る儀に御座候。下は天下の人心を失い、救うべからざる事態に至るであろう」と説いている。
賠償金問題に関して、幕府は混乱し決定できぬ状況に陥り、慶喜は「今となっては攘夷と決定したので一文も払う必要なし」としたが、容保は「予はむしろ因循の汚名を着ても、外国に信義を失うには忍びない。そもそも生麦のことはわが方に非があり相手はこれを責めているので理にかなったことである。攘夷にしても名義だけは正しくしておかねばならない。ゆえに要求を認め償い、しかる後に攘夷を決行すべきである」と、その由を朝廷に上奏した。
この夜、将軍家を京に引留める勅旨が下ったが、その内容にあった「浪花港に英艦を引き入れ戦端を開き…」との部分に容保は不審に思い怪しんだ。のちに天皇自身から真勅が下り「浪花は帝都の要港。万一にも無謀な戦争はしないように。先の勅旨は朕の知らざるところ」と、先の勅旨が攘夷派の起こした偽勅であったことが判明した。また真勅には「万事幕府に委任する。なお滞京し諸侯を指揮するように。諸藩にもその指揮を受くべきと命ずる。公武一和は臆兆の安堵の基である。朕は特にこれに意を注ぐ」とあり、天皇は過激攘夷派を忌み嫌い憂いた。
4月11日、過激派の公卿の計画により石清水八幡宮への行幸が行われ、この時天皇を奪い将軍を暗殺するという噂が漏れたが、これもまた警戒を厳重にし事なきを得る。
6月25日、京都守護職に江戸へ下るようにと勅命が下る。しかしこれは、容保と会津藩を京から遠ざけるための過激派による偽勅であった。容保は八方に家臣を出したが状況をつかめず、無駄に終わる。会津としては「今は公武一和の途上である。なぜこのような勅命が」と困惑した。孝明天皇はこの事態を大いに憂慮し決心する。宮廷の慣例を破る手段であるが、前関白近衛忠煕を通じ容保に直接手紙を届けさせた。これが天皇直筆の御宸翰である。容保は衣冠束帯で文箱をおしいただき、内容には「今、守護職を東下させることは朕の少しも欲しないところで、驕狂の者がなした偽勅であり、これが真勅である。今後も彼らは偽勅を発するであろうから真偽を察識せよ。朕はもっとも会津を頼りにしている」とあり、容保は君恩の深さに哭きつづけ頭を上げることが出来なかった。
7月30日、建春門外にて藩兵の馬揃え（軍隊操練）を天覧に供す。孝明天皇は非常に楽しみにしていたが、3日ほど雨が続き、はじめ過激派公卿は「雨天順延」の命を出しておきながら急に叡覧の命を出して会津の狼狽や不備をさらし、容保に恥辱を与えようとしたが、会津は準備一つもかけることなく大軍の操練をした。天皇はこれを褒めたため（「いささかの差支えもなく、かねて武備充実、行届き候段、実に頼もしく」との恩賜）、8月5日、再度天覧に供した。終わったあと容保は天皇の御車寄に召され叡感の詔を賜る。京都守護職時代の容保の写真はこの日のものである。天皇より賜わった緋の御衣にて作られた陣羽織を着ている。
この間、江戸へ帰りたがる将軍家やその首脳陣を引き留めるために家臣を奔走させている。容保は「国内を一つにまとめるのが先決。さすれば外交方針が一定し人心の不安は自然と鎮静することができる。目先の横浜問題は枝葉のことである」と考えたが、幕府には伝わらず、大いに困らされている。容保はこの先も京の政局において、伝わらぬ幕府と過激な攘夷派とに困らされ、悩まされ続けていくことになる。のちに家臣山川浩は当時のことを「わが公の多忙なことは、一つ処理すればすでに数件の難事件が双肩にかかるありさまで、禁中・二条城・各屋敷を奔走し、その苦心は筆舌にあらわし得ないほどであった」と書いている。

### 八月十八日の政変
8月13日、大和行幸の詔が発せられる。しかしこれは真木和泉による討幕のための偽勅であり、長州藩はすでに錦旗・武器を準備し、有力六藩に対し軍用金を醵出させる勅命（偽勅）も発せられる。容保は驚愕し、急ぎ公武合体派の中川宮に奏請、近衛前関白・二条右大臣の賛成を取り付ける。
8月16日、中川宮はひそかに参内して奸臣を除く議を奏上。同日、孝明天皇より「国家の害を除くべし。容保に命を伝えよ」との真勅が下る。
8月17日夜半、会津、薩摩、その他4藩にて御所九つの門を固め、翌朝事態に気づき出動した長州藩との激論にらみ合いになる。
戦に慣れぬ宮廷内も大騒ぎとなり「長州兵は3万」という流言も飛び交い震えあがったが、孝明天皇は「全て容保に任す」と言い、容保は落ち着いた様子で「敵が何万居ようと我等会津の精鋭にて一挙に殲滅仕ります」と場を鎮めたという。結果、七卿落ちとなり、謹慎蟄居を命じられた三条実美を始めとする過激攘夷派の七卿は逃亡し、京から離れた。
8月19日、休まず御所を守護していた容保へ、孝明天皇は特にその労を思し召され「引いて休むように。黒谷では遠いので施薬院を仮の住居にあてよ」とされた。それから容保は毎日参内ししばし朝議にも参画し、時には徹夜になるなど万一に備え力をつくし報じた。
8月26日、過激派公卿や浪士から「18日以前の勅諚こそ真の叡慮で、その後のものは中川宮、肥後守などの奸臣が勝手に作った偽勅である」との宣言があり、これに悩まされた孝明天皇は「18日以前の勅命はあずかり知らぬ。今後の勅命こそ真の朕の存意に候間、諸藩一同にも心得違いあるべからず」と発した。
10月9日、孝明天皇より宸翰ならびに御製2首を賜る。（後述）「公卿達が暴論をつらね、その不正や増長は耐え難く、その方へ内命を下したところ速やかな憂患掃攘と朕の存念貫徹の段、全くその方の忠誠にて、深く感悦の余り…」と天皇は容保の忠誠を称えた。
10月11日、朝廷より将軍家の再度上洛の勅書が容保に伝えられ、家臣小室当節にこれを持たせ東下させたが、幕府は鎖港商議を理由に辞退する。
10月29日、さらなる将軍家上洛の勅書を賜る。容保は「公武御一和の天下の大策を立てられたき厚き叡念の御次第」と建言を添え家臣柴田太一郎にこれを持たせ、さらに詳しく書面を老中に送って早急な上洛を勧めた。
11月29日、一橋慶喜、松平春嶽らとともに朝議参与を命じられる。しかしこれはもともと容保の素志ではなく、また伝奏・議奏と相対峙し、政令が二途に出るという弊害が生じたため、翌年3月には辞退した。
12月15日、公武合体派の中心である中川宮は天皇の厚い信認を受けていたが、浮浪の徒がこれを除こうと策を按じ「中川宮は関東の兵力を利用し天位につく野心がある」と流言した。容保は「このような児戯は天皇の心を動かすに足らない」と知ってはいたが、噂の力を恐れ書を奉っている。「宮の日月を貫かせられ候御高義、御忠誠は、臣ら社稷に換え死を誓って奏上し奉るべく候」
12月、この頃、孝明天皇の島津へ残している手紙から天皇の意思と方向性が確認でき、容保と天皇が意思疎通させていたことがうかがえる。以下宸翰より抜粋。
一つ、攘夷の一件、今更申すまでもなく、神明神州に盟って皇国の輝照を汚穢せず、永代限りなく万民の快楽のみを存慮候より、従来数度申し出で候えども、なにぶん年久しき治世にて、武備充実せずしては無理の戦争に相成り、真実、皇国のためとも存ぜられず。
一つ、関東への委任と王政復古との両説これあり。これも暴論の輩、復古を深く申し張り、種々計略をめぐらし候えども、朕に於ては好まず、初発より不承知を申し居り候。いずれにも大樹（将軍）へ委任の所存に候。いずくまでも公武は手を引き、和熟の治国に致したく候。深く心得もらいたく候。
一つ、幕府に従う者は、深く勤王尊奉の道を相立て候えば、万民、幕府をやはり尊ぶの道理にて、欣悦これにすぎず候事。
一つ、八月十八日脱走の実美以下七人は、じつもって暴激、私情のみの人体、従来苦心し候ところ、すでに脱走後も種々の姦策をめぐらし、じつもって害の基に候えば、きっと厳重の所置に致したく存じ候。なにぶん大胆の輩ゆえ厳重になくてはいかがかと深く存じ候。復職などの沙汰もこれあるやながら、決してなるまじく候。
12月30日、一橋慶喜、松平春嶽らとともに朝議参与を命じられる。

### 一統の一和を懇望
元治元年（1864年）30歳
1月21日、将軍家の参内に病をおしてこれに従う。孝明天皇より将軍徳川家茂に勅を賜る。この勅には、国内の現状を憂う心情や、将軍家茂を信頼し依頼し、容保など公武合体派の藩主たちと協力して事に計るようにと書かれている。以下抜粋「上下の解体、百姓の苦しみ、瓦解土崩の色をあらわし、これを思いて夜も眠れず。朕は汝を愛す。汝も朕を愛せよ。その親睦の厚き薄きが天下挽回の成否に関係す。無謀の征夷はじつに朕が好むところにあらず。然るゆえんの策略を議して朕に奏せよ」
2月8日、孝明天皇より「深秘の宸翰」が届けられる。これはこの日の夜、野宮定功が来て「容保つねに和歌を好む由が天皇の耳に入り、特別に御製を数首送る」と、一封の書を渡して帰っていった。感激した容保が開封してみると、御製ではなく手紙だった。内容には「極く密々に書状を遣わします。昨年来、京に滞まって、万々の精忠、深く感悦の到りです。じつに容易ならざる時勢につけても、その方の忠勤、深く悦服、深く頼みにしています…」といった調子で書かれた長文の手紙で、「密々の面会も難しいので手紙にて…」といって別紙に細々と容保に依頼するところを述べ、「今までの宮廷内の暴論がいかに自分の意志ではないところで」行われてきたか説明し「なにとぞ極密の計略をもって私の心底を貫徹してくれまいか」と訴えている。
2月10日、上洛以来の功により、5万石を増封される。
2月11日、陸軍総裁（のちに軍事総裁と改め）に任じられる。これは長州征伐のための転任であり、京都守護職には松平春嶽が任命された。するとさっそく天皇から手紙が届き「容保が京都守護職を辞めるのははなはだ残骸の至り」と残念がり、慶喜からは「天下のことには替えられません」と言われても、天皇は「それにしても守護職を免じる話は深く残骸に候」と繰り返し残念がり、「長州の件が済めば戻ってくれるだろうか、そのように周旋できないだろうか、春嶽に相談してみようか」と迷いつつも、本当に容保に頼り切っている有様が手紙の行間に溢れている。
2月12日、参議就任の詔があったが、容保はこれを辞退する。容保は「私にいささか功ありとすればそれは全て藩祖保科正之公の故あってである。正之に贈賜下さりますように」と奉答した。20日に重ねて恩命があったが、重ねて辞退している。これにより保科正之に従三位が追賞された。
2月16日、病の容態悪く、辞退したが幕府より召命がしきりに下るので、やむをえず抱きかかえられながら二条城に登り、その際家茂手ずから備前秀光の刀を賜り、守護職の労を労い「現職の軍事総裁も勉励するように」と命じられる。しかしこれより病状は悪化、この後数十日の間起き上がることも出来なくなる。
2月18日、会津国元の重臣たちに自身の親書を届ける。この親書には京都の現状の報告や、会津領内民衆の困窮を心配する容保の心情、「会津も海軍を持つように、財政のやりくり、倹約には特に気をつけるように」など、今後の方針や国元の方針などが細かく書かれ「繰り言ながら…頼み入り候」と念を押して依頼している。またこの親書に天皇より将軍家茂に賜った年始の勅諚の写しを付けて、「この書状、江戸藩邸・蝦夷領内・国元領内、士分以上のものには漏れなく見せ、それ以下、領民に至るまで下々にも本文の趣意を見せ、また聞かせるように」と依頼し、会津の気持ちを一つにと願う容保の心情がうかがえる。
2月24日、幕府からの命により会津の兵制を革新、軍備更張し西洋式を伝習する。
2月28日、家臣小室当節、秋月胤永らに命じて摂海の砲台築造工事を監督する。この日、容保は職の辞退を願い出る。病の身で寝たきりのまま職を全うできず時を過ごすことを恐れたためであり、同時に時事の意見を建議した。しかし幕府は慰め諭し、許さなかった。またこの頃、会津の家臣たちは容保が慶喜の指揮を受けることについて「これが実に難儀、切に憂慮である」と心配している。
4月7日、京都守護職に復職する。復職の要望は天皇のみならず幕府内にも多く、板倉勝静からは「当時の急務は肥後殿の復職」、徳川茂承からは「皇国の安危に関係仕り候」とあり、新選組に至っては春嶽の支配下を嫌がり容保の下で働きたいと願ってやまないので、50日ぶりの復職となった。
しかしこの頃には病が重く、食物は喉を通らず衰弱甚だしく、医者も手をこまねいて術の施しようがなかった。家臣たちは皆呆然として明日はどうなるかと憂慮するのみで、「天朝と幕府の寵命は感銘にたえないけれども、真にいかんともすることもできない」として職の辞退の書面を呈した。書面には「たとえ家来ども力を合わせて周旋仕らせ候とも、行き届き候見込みこれなく、かえって公辺御為筋に相成らず」とある。
4月14日、幕府から命があり、辞職は許されず。
4月17日、事務の渋滞を恐れて重ねて「心外千万ながら何とも致し方御座なく候」と辞職を願い出る。しかし幕府は懇切にさとして、あえて願いを聞こうとしなかった。
4月21日、容保は朝廷より賜った横浜鎖港と長門藩処置についての勅諚を見て、「慄然として痛心にたえず、絶命重大、病気保養している時ではない、むしろ職に斃れて祖宗に報ずべきだ」と決意、守護職の命を拝した。
4月28日、天皇の将軍家への恩遇は厚く公武一和が結ばれつつあったが、参与となった雄藩諸侯と幕府有司との間に溝があり、容保を困らせた。幕府有司としては旧来の権威にこだわり、諸侯の声望が上回るのを恐れ参与の連中を嫌悪し、幕府の不利を謀るもののように疑い、権威の失墜を恐れた。参与もまた幕府有司の大勢に暗いことを侮り、有司の意見を退けることが多く、このため大議のたびに議論の場は紛然とした。これにより幕府側は江戸への帰国を謀り、将軍家東帰につながった。国内の安定を願った容保は愕然痛嘆するばかりであった。
5月6日、将軍家は東帰の途に就き、容保は続けて京を任された。

### 蛤御門の戦い
6月5日、池田屋事件が起こる。配下の新選組が京都の大火を未然に防ぎ、容保の暗殺も阻止した（ただし、京都に長年住んでいればこの時期に強い風が吹かない事は知っていて当然のため、あまりにも無謀な計画であり、志士側の資料にもこの計画について一切記述がないため、本当に計画があったのか疑わしい。）。
容保は将軍家に人材の登用を勧め、先に賠償金問題で職を引いていた小笠原長行など有能な諸有司の名を挙げ、力を合わせるようにと書面にしたためた。「いずれも長ずるところこれある人物に候間、国家の急を重んじ、銘々の存意を張らず、一致一和にて合力致し候よう、直に仰せ付けられたく存じ奉り候」
6月27日、長州兵襲来の気配ありとの知らせが入る。容保は隊を従え参内、守護し奉るようにと詔をたまい、兵を九条河原まで向かわせた。
6月29日、孝明天皇より宸翰が守衛、総督に伝わる。「昨年八月十八日の議、且つその後申し出候件々、真実に候。偽勅との風説これあり候えども必々心得違いあるまじきこと。守護職の議、肥後守へ申し付け候、同人忠誠の周旋、決して私情をもって致し候にてはこれなく、その旨心得べきこと。長州人の入京は決して宜しからざること」
7月6日、数日の間撤兵を勧告したが長州兵は従わず、容保は「長州人の主のために哀訴しようというのは臣子の情として無理もないことであるが、大勢の兵で禁裏に迫るのは実に不臣も甚だしきもの。再び諭して、もし応じなければすみやかに掃蕩すべきである」としたが、慶喜は「おだやかに事を運ぶに越したことはない。追討のことはやむをえないという時になってからで遅くはない」と意見が割れた。これをみて会津兵と新選組の面々が「慶喜卿が優柔不断で大事を誤る」と憤り、慶喜の屋敷に直談判しようと乱入する事件が起こる。これには会津の首脳や新選組組頭らも鎮撫に方法がなく、容保に急使を馳せて奉じ、容保が外島義直を出して諭し、ようやく事なきを得た。
7月18日、長州兵より送戦状が届く。内容には「肥後守はその性剛腹にて庸劣、名分等を相弁えず、神州崩裂の勢を醸し候はまったくもって松平肥後守その職を得ざるよりのこと、国賊を誅除仕り候ほかは御座あるまじく、尋常に天誅を請け候よう」とある。
7月18日夜、禁門の変（蛤御門の戦い）が起こる。容保は玉座を守護し奉ろうと常御殿の廊下まで進み、孝明天皇に拝謁、そこで天皇へこの騒動に至った止むをえぬ事情を奉り「数刻で沈めます。どうかご心配なさらぬよう」と述べた。天皇はこれを諒承。容保は小御所の庭に席を設けて宿衛し天皇を守った。もともとこの半年程前から病にて伏せていた容保は、この日も両肩を家臣に抱えられながらの戦となり、庭上での露営は徹宵すること数夜に及び、病は悪化した。
7月24日、京の地がようやく静まり、幕府方の宿衛を免じたが、会津の兵は尚も禁門を守り、朝廷から容保と会津兵へ連日の宿衛をねぎらい御饌を賜わる。また、この戦において起きた六角獄舎の悲劇について、容保は後になってこれを聞き、大いに憂い厳しく町奉行らを戒めた。
容保はこの時「公武一和の基礎を作ろうとするならば、戦勝の余威に乗じて将軍家自ら進発して征長の任に当り、一挙に長防を破り、傾きかけた幕府の威信を張るに如くはない」として関東の幕閣に建議書を送った。

### 征長問題
8月2日、将軍家上洛を促すため家臣野村直臣、広沢安任を江戸へ派遣した。しかし老中の面々からは謁見の許しも出ず。
8月19日、容保は再び書面にて関東に提出。「…なにとぞ一刻も早々御進発あそばされ候よう仰望奉り候。万一御遅延に相成り候ようにては、自然気勢相弛み、顧慮、傍観の念を生じ候やも計り難く、兵は拙速を貴ぶともこれあり、くれぐれも急速に御進発…」
8月28日、江戸へ派遣中の家臣柴太一郎よりの報告には「着後は御城にて御目付衆に申し上げ候までにて未だ閣老方へ拝謁も仕らず、遂に激論に及び候えども、いつも空しく帰り候次第。せっかく諸藩憤発候とも瓦解の懸念あり」
9月2日、容保の病気を心配した孝明天皇より「天下多事の今日、一日も早く全快するよう」と内々に煎薬と菓子を賜わる。
9月5日、孝明天皇より禁門の変の戦功として勅賞と御剣を賜わる。
9月6日、孝明天皇は内侍所へ出向き容保の病気が早く治るよう祈り、その洗米を容保は賜わる。
9月17日、将軍家進発は幕府の死活に関わると考える容保は、老中の人々が形勢にうとく征長を重要視しないことを深く憂え、将軍徳川家茂に直に書を奉った。以下抜粋「…禁門へ発砲致し候程の者を御征伐のための御進発御遅緩に相成り候ては、天朝御尊崇筋へも相響き、せっかく一心一致して勇躍奮起仕り諸藩も追々瓦解致すべく、中興の御大業いかがあらせらるべきかと…」
しかし、江戸にある会津の重臣からの知らせにも「昼夜奔走致しおり候儀に候ところ、御憤発の御様子もいちじるしく相見えざる段、当惑の事に候」とあり、「あまりに迫って申し上げたら閣老方にもっとも嫌われ、目付にも嫌な顔をされる」とまで言っている。
10月25日、孝明天皇より短刀と勅状を賜る。「国家のためじつに励忠、出格の廉、殊に七月以来の苦勤を厚く褒賞なされ候事」
10月29日、朝廷では「将軍家へ再三長州征討の勅命を下しているのに未だその様子もない。もはや専命の勅使を将軍家へ発するほかはない」と朝議にて決定。容保はこれを聞き「しかしながらそれにては将軍家の御威光が立たず」と、勅使を引き留めるよう願い出、再度将軍家へ親書を奉る。「この上御延引に相成り候ては勅使いよいよ差し下され候」
しかし幕府内では財政難や士気の低下などから、互いに責任転嫁し、軍勢を見せれば降伏するだろうという、旧態依然の権威に捉われた風潮のままであった。
12月27日、容保の意に反し、征長総督徳川慶勝が解厳の令を発し、長州攻めの陣払いを命じる。
元治2年（慶応元年・1865年）31歳
1月4日、徳川慶勝から朝廷へ毛利敬親父子伏罪の状を上奏、よって長州の処置のために、朝廷より将軍家へ再度上洛を要請する。しかし幕府では「ひたすら悔悟、伏罪致し、長防共に鎮静したならば上洛の必要はない」とした上に、「毛利父子、三条以下脱走公卿を江戸へ護送せよ」と命じるなど勅に反した。一方、朝議では諸大名を召して意見させようとした。
容保はこの状況を見聞し憂悶に絶えず「幕府有司達が朝旨を顧みず、みだりに旧態の権威に依存し得意になっている迷夢は厳しく警告し覚まさなければならない。と同時に、朝議もまた、先に幕府に政治を委任すると聖詔を出しておきながら今また勅を下し諸侯を召さば、政令が二途になり物議紛乱を招くだろう。幕府有司の京の事情に暗いことは、遂には朝令に反し、結果、公武の間の不協和をきたすこと図り知れない」として、諸侯を召す命の延期を請い、同時に幕府の有司の無経験を陳弁する。そして「みずから江戸へ出向き、天皇の真意をよく説き諭し、将軍家と相携え速やかに上京する」旨を内奏、許可される。
1月、幕府より阿部正外と松平宗秀が上京する。2人に京の情勢や上洛征長の重要性を説き、正外が将軍家上洛の任に、宗秀が大阪にて征長のことにあたることになり、これにより容保の東下は見送られた。
4月28日、召により参内、孝明天皇に拝謁し、病気快癒について優渥な恩詔を賜る。容保は感泣してこれを拝した。
5月22日、将軍家入京。将軍家へ征長の勅書を伝えられる。容保も参内し迎え入れる。
閏5月24日、将軍家は二条城を発して大坂城へ。容保も28日に大坂へ至り、一心寺に館を決め日々登城する。
6月15日、帰京。
9月1日、京の官邸が完成し、ここに移る。
10月2日、老中小笠原長行らが突然伏見まで来て何かを上奏しようとしていることを聞き、容保が馬を飛ばし駆け付け「何事か」と問うと、「一つは兵庫開港の勅許、一つは将軍職を慶喜卿にゆずることの奉請である」と答えた。そのような重大事を慶喜や自分に説明も相談もなく朝廷へ奉じようとしたことに、容保も家臣も茫然自失した。この日、この件が将軍家から上奏される。
10月3日、将軍徳川家茂が大阪を発して東帰すると報告が入る。容保は愕然として立ち上がり「今将軍家が東帰すれば大事はことごとく去る。引き止めねばならぬ」として馬を飛ばした。「陸路である」「海路である」など、定まらぬ情報が飛び交う中、淀橋・伏見を駆け回り、ようやく翌日未明に伏見にて家茂に拝謁する。容保は「開港の事は天皇へ至誠を尽くして情勢を説明し奉請すれば必ず理解頂ける。また、征長を中途にして東帰すればたちまち天下の人心を失いこれを挽回するのは不可能である。願わくば二条城にて朝旨を奉じ庶績を上げるように」と再三申し上げ、家茂もようやく心を開き、東帰を取りやめた。
10月4日、条約勅許を奉る。
10月5日、容保は家臣を諸藩に遊説させ、遂に十余藩の会議に持ち込み、開港の勅許をえることに成功する。容保は守護職就任してからそれまで、攘夷の不可能なことを知りながらも天皇の意思が攘夷であったことから、心中では天皇の意思が変わることを望みながらも謹んで天皇に奉従してきた。この日、初めて条約問題は解決した。
12月22日、西国視察に出た近藤勇から「長州は表向きは謹慎恭順しているが、裏では戦闘の準備を進めている」との報告。
慶応2年（1866年）32歳
1月に幕府では長州処分を「10万石取り上げ」と決まり、朝廷においても裁可されたが、長州ではその命を奉じず備中倉敷などで挙兵の行動に出たため、幕府軍が進発、6月には戦端が開かれた。
7月20日、将軍徳川家茂が大阪城で病死した。容保は哀痛の情の中であったが、情勢は一変し、薩摩藩は挙動を変え、征長軍と長州の戦闘は敗報がしきりに続いた。
7月22日、薩摩藩が幕府の失体を条挙し、長州の救解を上奏した。容保は奮然として「長門藩兵が勢いに乗じて近畿に迫ることがあれば京の薩摩兵は必ずこれに応じるであろう。しからば前門の虎、後門の狼となり、なすすべがなくなる。座して敵の来るのを待つよりも、我から機先を制するにしくはない。すなわち京師の守護を所司代に譲り、みずから在京の兵を引き連れて石州口から進み、慶喜卿は山陽道の軍を監督し、互いに約して勝敗を一挙に決めれば、他の諸軍も軍気を挽回することができよう」として、慶喜や老中に出征を催促した。しかし慶喜は「肥後守が京から離れれば朝議がたちまち一変する恐れがある」としてひたすらに許さない。
8月11日、さらに続く敗報に慶喜は休戦の評議にかかる。容保は大いに不可として慶喜と争ったが容れられず。
容保は書簡を呈する。以下抜粋、
一つ、将軍家御決定、勅命をもって諸藩へ出兵を仰せ付け、粉骨をつくし藩あり、城を失いし藩あり。しかるに今に至り、筋道に反していない幕府側が解兵を言い出せば、上は天朝、中は諸侯、下は万民への信義立たせざること。
一つ、奉命尽力の諸藩を見殺しなされ武道筋に於いていかがこれあるべきや。
一つ、違勅をもって賊名負いし者に、再勅出しては、義賊分明せず。忠否乱れ、天下の耳目違乱致し事。
一つ、長州が休戦に応じず勢いに乗じ押し寄せるに至りては、一度惰気に相成り人衆の奮発、これあるまじき事。
一つ、これまで天幕の命に応じ攻めかかり諸藩へ長州より報復致し候わば、いかがいたすのか。
一つ、天前において仰せ立てられ件々にことごとく相反し、節刀をも賜り、申訳これなく。勅諚を改めとなってはこれまでのことも皆偽勅と相成り申すべき事。
しかし慶喜も老中も容保の意見は聞かず、容保はただただ慨嘆するのみであった。
10月17日、容保は「中納言（慶喜）は京に於いて内外諸制の革新を実行に移す。不肖、守護職が嘱望を集めて対立するようなことがあっては新立の将軍家にとって有害であろう」として守護職の辞職を申請。しかし老中より却下される。この間、過激派公卿が勢い付き巻き返しを図り、二条斉敬・中川宮を威嚇し辞職に追い込むよう画策し、また、八・一八の政変の際に追放された公卿の復権など上奏したが、孝明天皇の怒りに触れ退けられている。
12月25日、孝明天皇が突然の崩御。容保は最も頼りにして忠義を尽くしてきた2人を続けて失くし、公武一和の策を失うことになる。「これを私にしては数回優渥の聖詔が髣髴として今なお耳にあり、当時を追想する毎に哀痛極りて腸を断んとし、暗涙千行、満腔の遺憾はどこにも訴える所なく、遂に慶応二年も暮れ行きぬ」と容保は回想している。

### 鳥羽・伏見の戦い
慶応3年（1867年）2月12日、容保は辞表を提出する。この頃、会津藩士たちの幕府への怒りは怫然として高まる。「いったい幕府は先帝の叡旨を奉行することもできず、軍職にありながら武力の発揚もできず、尽言を進めても採用もしない。わが公に大政に参与するよう命じておきながら大事の決定にも相談せず。今ではもはや輔翼の道は絶えた。天恩の万分の一は報い宗家への義務も尽くした。藩祖公への遺訓にも背かなかったと信ずる。辞職し領土に帰る、今が時期である」との気運が怫然とした。容保は重臣を集め、「国に帰ろう」と言い、重臣らは一人も異議なかった。しかし京都所司代松平定敬、老中板倉勝静らからは「中将が今京を離れれば何が起きるか分からない」と止められ続ける。2月13日、幕府より「将軍家に代わり征長の解兵を奏上せよ」と命じられるが、容保は「この使命はあえてお断りする」と辞退する。
4月8日、幕府へ書面にて賜暇を申請する。「昨年国元大火にて城下の過半焼失し、加えて非常の凶作にて四民飢餓離散の程、千万心配仕り候。止むをえざる都合、御察し御許容なされ候よう相願い候」しかし帰国の件は何かと引き伸ばされ、やがて政変に際し実現せずに終わる。
4月23日、朝廷より勅を賜り参議に就任する。この勅は元治元年2月に一度辞退しているが、勅には「先帝の叡慮を尊奉、永々守護の職掌を相励み、その功少なからず」とあり、また「再度の推任であるから固辞は許さない」とあり、重臣たちからも「先帝の叡慮云々とあり、さらに押して辞退するのは非礼にあたりましょう」として5月2日にこれを受けた。
10月、15代将軍・徳川慶喜より大政奉還の意中を聞き、容保はその英断を賞揚する。10月14日、慶喜が大政奉還を上表、江戸幕府が消滅する。同じ日には「会津宰相に速やかに誅戮を加えよ」と命ずる勅書（討幕の密勅）も出されていた。12月8日、朝議にて長州藩の罪が許され、毛利家の官位が復旧する。
12月9日、王政復古の詔勅が下る。この勅をもって守護職と京都所司代は廃止され、帰国が命じられた。蛤御門の守衛も解かれ、土佐藩が替わった。朝廷から幕府へは「大政奉還の至誠を嘉賞し天下と共に同心して皇国を維持するように」とあったが、会津など幕府側は政権からは疎外され、朝議があっても参加させず、実権を握った諸藩士や過激の徒は公卿を誘惑して会津を仇敵視した。会津藩士たちは憤慨し「君辱しめらるれば臣死す、という言葉があるが今がその時である」と一触即発の気勢を見せたため、容保は家臣をなだめ諭した。しかし長州兵が入京するにおよび、会津藩士の憤慨は度を高めた。慶喜は容保、松平定敬を従え、二条城より大阪城へ移る。
慶応4年（1868年）1月3日、慶喜が大坂を出発、鳥羽・伏見の戦いが勃発する。旧幕府軍が敗北する。
1月6日、大坂へ退いていた慶喜が戦線から離脱し、夜に紛れて幕府軍艦で江戸へ下った。容保は慶喜の命により、これに随行することになる。これは慶喜による策（君臣一体となっては戦うことになる会津藩士から容保を引き離す）であるが、容保にとっては大切な家臣たちを戦場に残し逃げる形となってしまう。家臣の誰一人にも告げる暇もなく大阪湾上の開陽丸に連れられたという。
2月4日、容保は大坂脱出の責任を取るため藩主を辞任し、家督を養子である喜徳（慶喜の実弟）に譲る。2月15日、容保は藩兵全員を江戸の和田倉邸内に集め、鳥羽伏見戦争における奮戦を慰労、同時に自身の大坂城脱出を大いに恥じて謝罪、会津を回復したいと藩士を励ました。
2月16日、会津・桑名を朝敵とする勅命が下り、慶喜より江戸城登城の禁止と江戸追放を言い渡される。容保は江戸を発し、会津へ向かう。江戸詰めの藩士や婦女子も、会津の人間のほとんどが江戸を後にした。2月22日、会津に到着する。容保は謹慎して朝廷の命を待つ。会津藩内は武装防衛と降伏嘆願の2派に別れていたが、武装防衛派は容保の命と偽って降伏嘆願派の神保修理を切腹させ（2月22日）、武装防衛派が優位になる。
3月、奥羽鎮撫総督九条道孝は参謀世良修蔵らとともに、東北諸藩に対して会津・庄内の征討を命じる。4月25日、奥羽鎮撫総督府は会津藩を寬典に処するの意思を伝え降伏を勧告するも、会津は返答を引き延ばした上、閏4月15日に文書で「謝罪仕間敷覚悟」（謝罪をするつもりはない覚悟）と返答した 。
- 総督府や明治新政府、その中でも木戸孝允ら長州閥が、会津藩への恨みから藩主である容保の首級を要求したという説は、後世の創作による誤解である。『仙臺戊辰史』によると、慶応4(1868)年4月29日仙台藩・米沢藩と会津藩が降伏条件を協議した際、仙台藩の重臣であった但木土佐が「鳥羽・伏見の戦いの首謀者の首級を差し出すべき」と主張し、強い説得の末、会津藩家老の梶原平馬はその提案を受け入れたとされる。この場合の首謀者とは、藩主ではなく家老格のことである。容保の処分については、『仙臺戊辰史』によると、4月25日に「松平肥後守容保、その罪を悔い改め、服罪する姿勢を示して、天朝の慈悲を仰げば、寛大な処分にする場合があるので、その旨を心得違いせぬように」との通達を総督府が出したとある。
  - 梶原の降伏案承諾を受けて仙台藩・米沢藩は会津救済嘆願活動を続けたが、会津藩の総督府への回答は上述の通り「謝罪仕間敷覚悟」だった。

閏4月12日、仙台藩・米沢藩による会津救済嘆願があったものの、前述のように閏4月15日に会津から拒否されていることを受け、世良ら総督使はあくまで武力討伐せよという強硬姿勢をとったため、会津救済の可能性は失われた。そのため、東北諸藩は薩長の軍門に下り会津征伐に向かうか、奥羽越列藩同盟の名において薩長に宣戦布告するかの選択を迫られる状態となった。横暴な態度が目立ち、奥羽の反感を買った世良は、仙台藩士に襲われ殺害される。戦争は不可避となった。

### 奥羽越列藩同盟
5月、東北諸藩34藩からなる奥羽越列藩同盟が成る。
7月、13日に磐城平城、26日に三春藩、29日に二本松城、29日に長岡城が落城する。

### 会津戦争
8月21日、会津藩は各国境へ主力を送り出し、守備に就かせていたが、石筵口である母成峠の戦いにて東軍が敗れ、西軍は破竹の勢いで進行した。
8月22日、容保、滝沢本陣にて宿陣する。戸ノ口原の守備を固めるため、白虎隊（士中二番隊）もここより出陣。8月23日、戸ノ口原の戦いにて東軍が崩れ、西軍が若松城下に侵入、城下の戦いと籠城が始まる。これより1か月余りの長い籠城戦の中で、会津藩の家臣たちは婦女子や子供に至るまで戦い、または自決をし、会津の武士道に殉ずる道を選び、多くの悲劇を生んだ。西郷頼母の家族に代表される婦女子の自刃は140家族239名にのぼり、白虎隊の飯盛山での自刃、中野竹子ら娘子隊の戦いなどがおこり、その他多くの会津藩士が胸に辞世の句を入れるなどして戦った。対する西軍は32藩からなり、大砲100門、3万ないし4万人に上り、城を包囲し一昼夜鶴ヶ城へ砲弾を撃ち続けた。
9月22日、会津藩降伏、鶴ヶ城開城。容保は妙国寺へ移される。10月19日、容保、会津を発し江戸へ護送され、池田邸に永預けとなる。

### 戦後

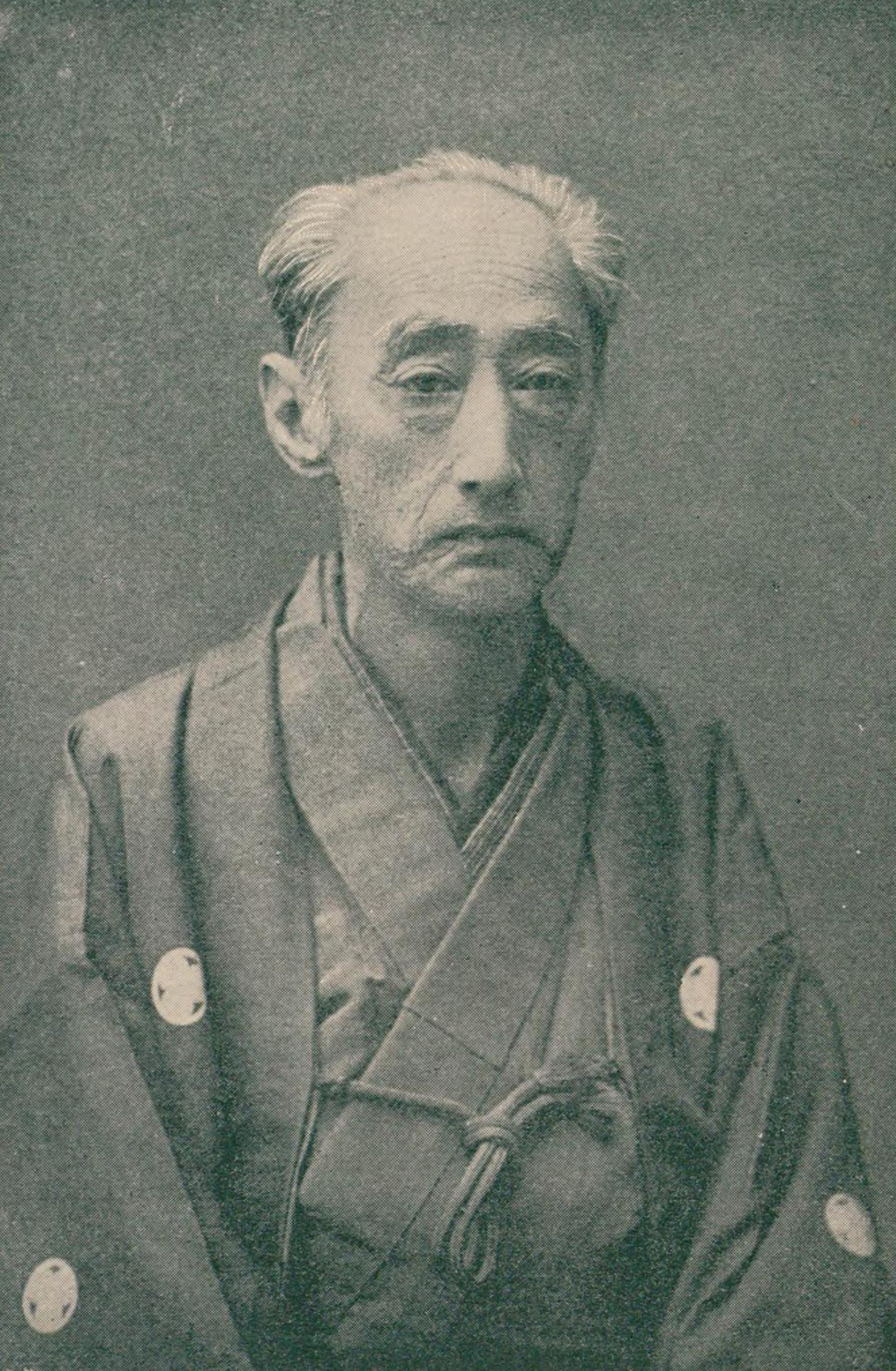
晩年の松平容保

明治2年（1869年）5月18日、家老萱野長修、戦争責任を一身に負い自刃する。6月3日、容保の実子、慶三郎（容大）が生まれる。11月4日、容大に家名相続が許され、華族に列し子爵を授かり、陸奥国3万石の支配を命じられる。12月7日、容保は和歌山藩へ預け替えとなる。
明治3年（1870年）5月15日、容大が斗南藩知事に任じられ、五戸（現青森県）へ向かうこととなる。明治4年（1871年）、容保も斗南藩に預け替えとなり、7月から8月の約1カ月間、田名部にて居住するが、その後東京へ移住する。明治5年（1872年）1月、蟄居を許される。しかし家は困窮しており、新政府に出仕した旧臣手代木勝任は俸給の半ばを割いて送金し続けていたという。
明治13年（1880年）2月、日光東照宮の宮司に任じられる。3月、上野東照宮祠官を兼務し、保晃会会長に就任する。6月、土津神社の祠官を兼務する。
明治26年（1893年）12月5日、東京市小石川区第六天町8番地（現在の文京区小日向一丁目）の自邸にて肺炎のため薨去。享年59。神号は忠誠霊神。かつての内藤新宿近くの正受院に神道で葬られた。
現在東京市小石川区第六天町8番地（現在の文京区小日向一丁目）の会津松平邸の跡地に史跡は残されていないが、孫の徳川和子が嫁いだ同じ東京市小石川区第六天町（現在の文京区春日二丁目）の徳川慶喜邸の跡地は、現在は国際仏教学大学院大学が建ち、1911年当時の図面をもとに再現した小日向第六天の慶喜邸の1/200の模型が展示されている。

### 死後
1917年（大正6年）6月9日、正受院の墓所が院内御廟に改葬され、その跡は容保の身の回りを世話した野村松枝に墓所として贈られた。現在も同家の墓所となっている。
昭和3年（1928年〈明治維新から60年目〉）、秩父宮雍仁親王（大正天皇第2皇子）と松平勢津子（容保の六男恆雄の長女）の婚礼が執り行われた。会津松平家と皇族の結婚は、朝敵会津藩の復権であると位置づけられているといわれる。
1938年（昭和13年）10月、容保の孫であり松平保男子爵令嬢松平和子が徳川慶喜の孫徳川慶光公爵へ嫁いだ。
次男、松平健雄の子であり参議院議員・福島県知事を務めた松平勇雄の孫の松平雄一郎が現在文京区議を務めている。

## 官職および位階等の履歴
※日付は明治4年までは旧暦
- 天保6年12月29日、美濃国高須藩主・松平義建の六男として江戸藩邸で誕生。
- 弘化3年（1846年）
  - 4月27日、陸奥国会津藩世子となる。
  - 12月16日、従四位下・侍従兼若狭守に叙任する。
- 嘉永5年（1852年）
  - 閏2月25日、藩主となる。肥後守に転任。侍従如元。
  - 12月16日（1853年1月25日）、左近衛権少将に転任する。肥後守如元。
- 万延元年（1861年）12月12日、左近衛権中将に転任する。肥後守如元（以後、会津中将の称が生じる）。
- 文久2年（1862年）閏8月1日、京都守護職に補任。正四位下に昇叙。
- 文久3年（1863年）12月30日、朝議参与に補任。
- 文久4年（1864年）
  - 2月11日、京都守護職を免じ、陸軍総裁職に補任。
  - 2月12日、参議に補任されるも固辞。
  - 2月13日（3月20日）、軍事総裁職に転職（陸軍総裁職の名称変更による）。
  - 改元して元治元年3月14日、朝議参与辞職。
  - 4月7日（5月12日）、軍事総裁職を免職。
  - 4月22日、京都守護職に復職。
- 慶応3年（1867年）4月23日、参議に補任（以後、会津宰相の称が生じる）。
- 慶応4年（1868年）
  - 1月10日、解官。
  - 2月4日、致仕。藩主の地位を降りる。
  - 2月8日、登城禁止処分となる。
  - 改元して明治元年11月2日、因幡国鳥取藩に幽閉。
  - 12月7日、鳥取藩に永預り処分となる。
- 明治2年（1869年）12月7日、紀伊国和歌山に遷される。
- 明治4年（1871年）
  - 3月14日、陸奥国斗南藩に預替となる。
  - 8月、東京に移住。
- 明治5年（1872年）2月14日、預り処分を免ずる。
- 明治9年（1876年）11月1日、従五位に叙位。
- 明治13年（1880年）
  - 2月2日、栃木県日光市山内鎮座の日光東照宮宮司に就任する。
  - 3月13日、東京都台東区上野鎮座の上野東照宮祠官を兼務する。
  - 5月18日、正四位に昇叙。
- 明治17年（1884年）、日光東照宮宮司並びに上野東照宮祠官を免職。

- 明治20年（1887年）

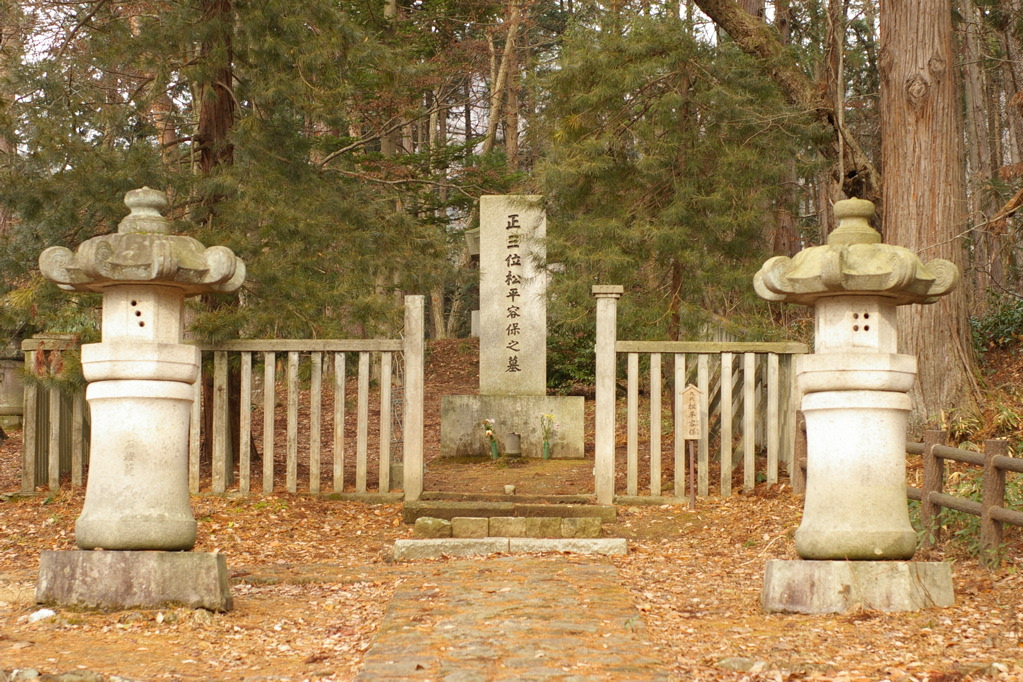
容保の墓

  - 9月、日光東照宮宮司に復職。栃木県日光市山内鎮座の二荒山神社宮司も兼務する。
  - 12月6日、従三位に昇叙。
- 明治21年（1888年）、東京府皇典講究所監督を兼務。
- 明治22年（1889年）、栃木県皇典講究所監督を兼務。
- 明治26年（1893年）
  - 9月22日、二荒山神社宮司辞職。
  - 12月4日、正三位に昇叙。
  - 12月5日、薨去。

## 栄典
- 1887年（明治20年）12月26日 - 従三位[62]
- 1893年（明治26年）12月4日 - 正三位[63]

## 系譜
- 父：松平義建
- 母：千代 - 古森義孝の娘
- 養父：松平容敬 - 義建の実弟
- 兄弟姉妹
  - 弟：松平義勇

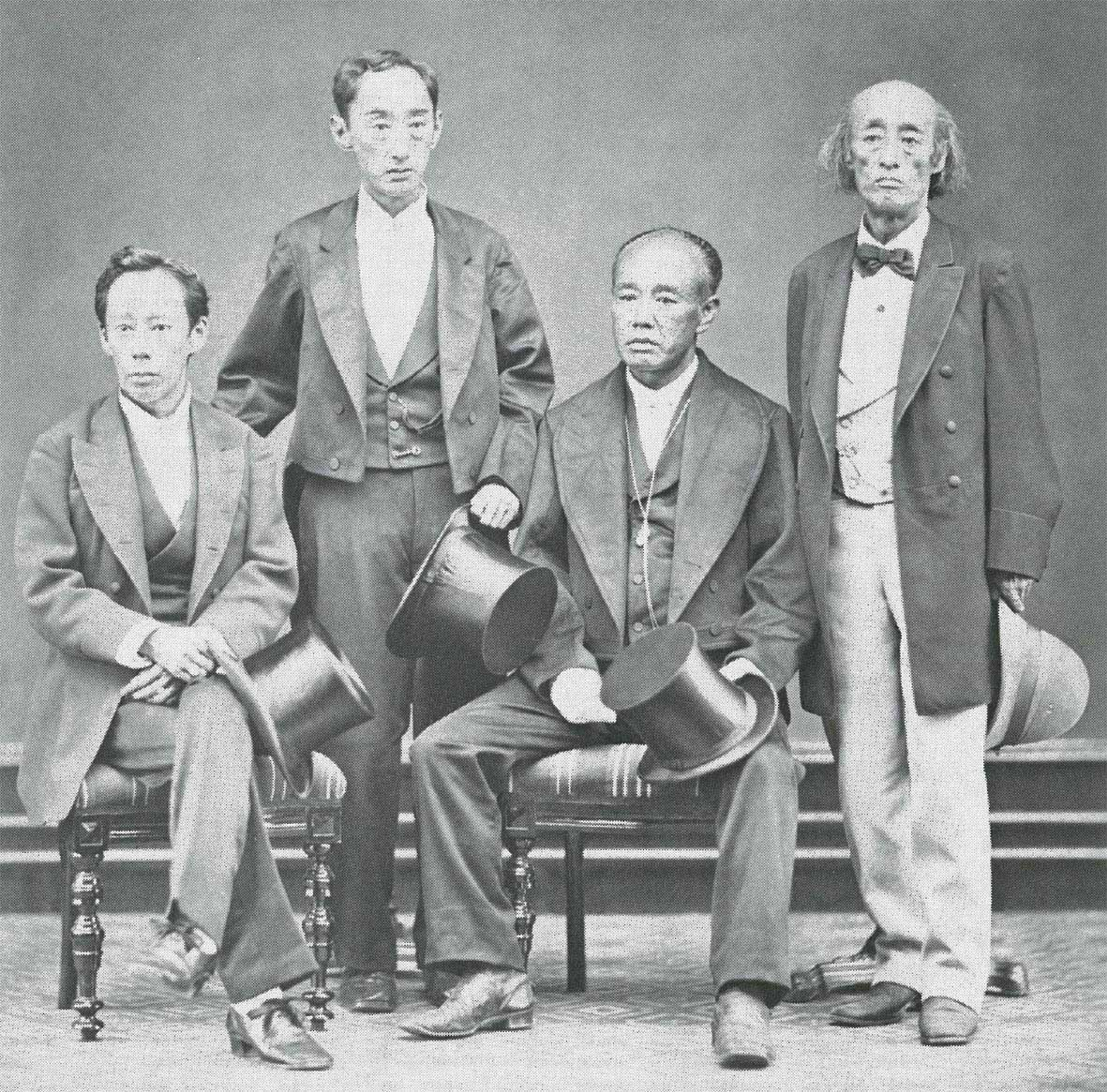
高須四兄弟（明治11年9月撮影）
左から定敬、容保、茂徳、慶勝

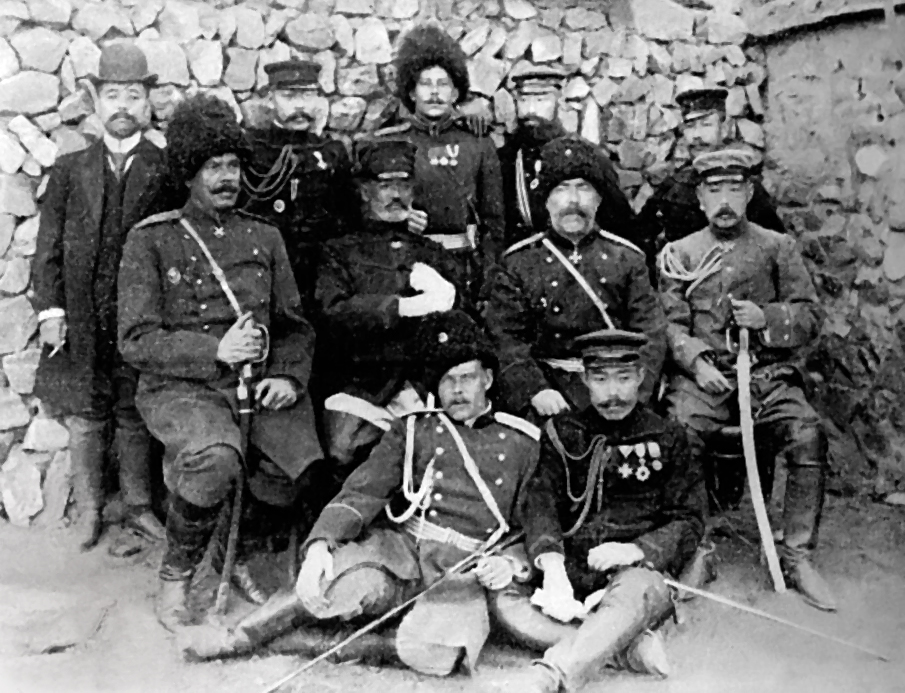
水師営の会見 後列左4人目が五男の英夫、中段左2人目が乃木希典

  - 異母兄弟：徳川慶勝、松平武成、徳川茂徳、松平定敬
  - 義姉：照姫 - 奥平昌服室、1854年に離縁
- 正室：敏姫（1843-1861） - 宝鏡院、松平容敬の五女
- 継室（婚約者）：禮姫（1854-1899） - 前田慶寧長女、1862年婚約、未入輿のまま1871年縁組解消
- 側室：佐久 - 田代孫兵衛の娘
  - 長男・松平容大（1869-1910） - 陸軍騎兵大尉、貴族院議員
  - 次男：松平健雄（1873-1927） - 伊佐須美神社宮司
  - 五男：山田英夫（1875-1945） - 陸軍歩兵中佐、貴族院議員、山田伯爵家の養子[注釈 6]
  - 七男：松平保男（1878-1944） - 海軍少将、貴族院議員
- 側室：名賀 - 川村源兵衛の娘
  - 三男：愛彦霊神（1874-1874） - 夭折
  - 四男：敬彦霊神（1874-1874） - 夭折
  - 六男：松平恆雄（1877-1949） - 宮内大臣、参議院議長
  - 長女：美彌
  - 次女：泡玉院（1873-1873） - 夭折
- 養子
  - 男子：松平喜徳（1855-1891） - 徳川斉昭の十九男、1867年養子縁組、1873年養子縁組解消
- 著明な子孫
  - 松平勇雄 - 松平健雄の次男
  - 秩父宮妃勢津子 - 松平恆雄の長女
  - 徳川恒孝 - 松平恆雄長男一郎の子、徳川宗家18代
  - 徳川慶朝 - 松平保男四女和子の子、徳川慶喜家4代
  - 松平雄一郎-松平勇雄 の孫、東京都文京区区議

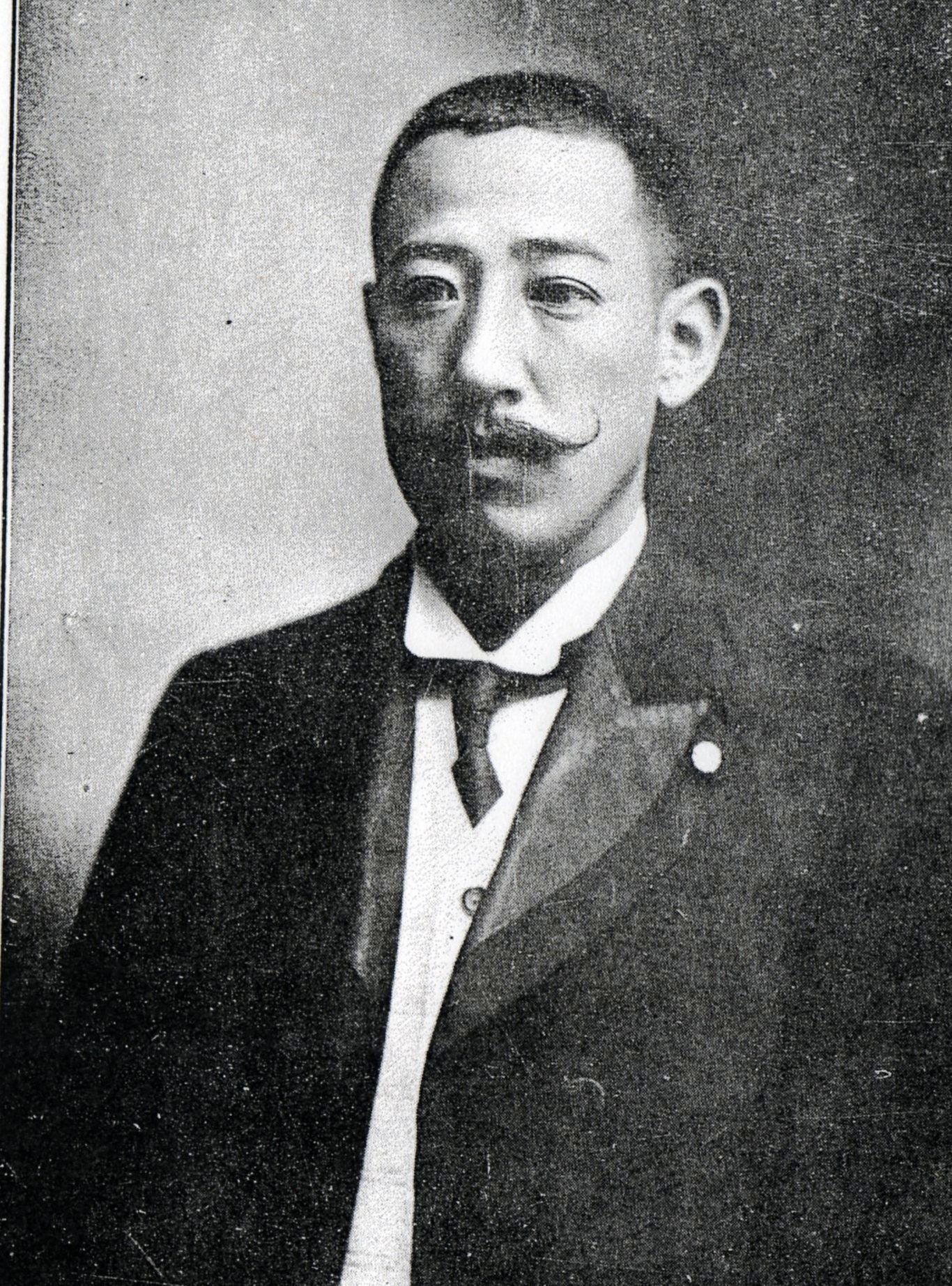
伊佐須美神社宮司・松平健雄
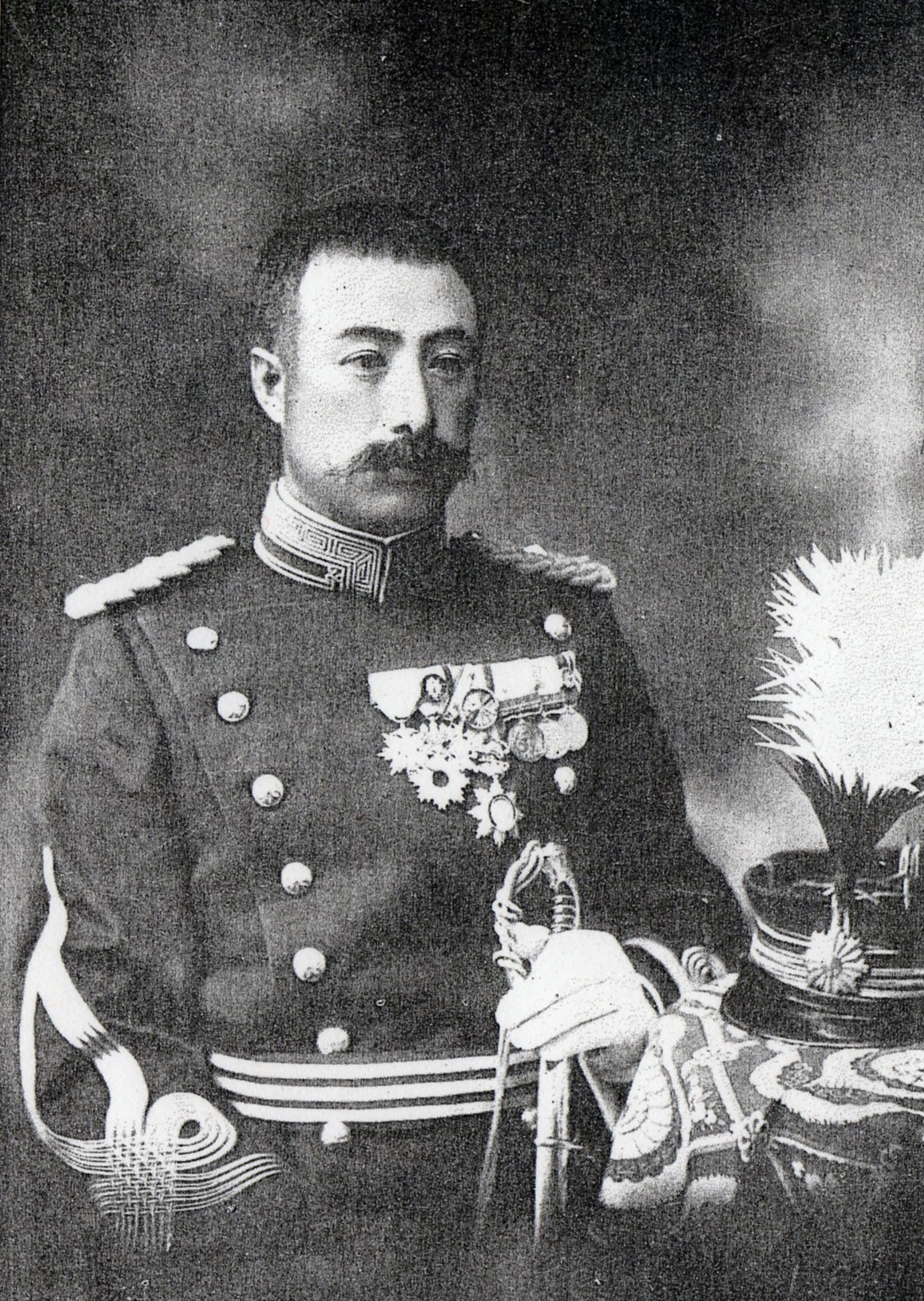
歩兵中佐・山田英夫

### 正室・婚約者（継室）・側室など
- 正室は容敬の五女で従妹にあたる敏姫。天保14年（1843年）に会津若松城で生まれ、9歳で江戸に出府。安政3年（1856年）14歳で22歳の容保の正室となるが、文久元年（1861年）10月に19歳で死去した。先代・容敬の実子の中では唯一成長した人物であるため、早くから容保との縁組が予定されていたと考えられる。
- 敏姫の死の翌年、文久2年（1862年）10月、容保は加賀藩主・前田慶寧の長女・禮姫と婚約し、11月に幕府の許可を得た。しかし、12月に京都守護職として上洛し、京に長期滞在したため婚儀は延期された。慶応2年（1866年）12月に容保が一橋慶喜の弟の余九麿（喜徳）を養嗣子にし、翌慶応3年に余九麿元服を機に東下する内命が下りたことから、6月26日結納が贈られる。だが、容保は結局この時も京を離れられず、戊辰戦争の会津降伏、容保長男・容大の誕生などを経て、明治4年（1871年）の廃藩置県を機に縁組を正式に解消した[注釈 7]。禮姫は文久2年から明治4年まで金沢に在住していたので、この間に容保と会った可能性は低い。明治6年（1873年）に榊原政敬に嫁いでいる。
- 浦乃局（関山通子）は、柴桂子『会津藩の女たち』で会津松平家に奉公し、側室だった可能性を挙げられているが、公式記録には見当たらない。
- 子供を産んだ側室は田代孫兵衛の娘の佐久と川村源兵衛の娘の名賀の2人。第1子の出産はともに会津降伏から間もない明治2年（1869年）で、名賀が3月、佐久が6月。明治以降、容保が死去するまで両人とも容保に仕えた。秩父宮妃節子『銀のボンボニェール』で節子の父・松平恆雄が「（側室だったので）母と呼ばせてもらえなかった」と回想している。

## 逸話

### 父への手紙
1862年（文久2年）、京都守護職就任を幕府から迫られ迷っている際に、実家高須家の実父松平義建へ次の歌を送っている。
これに義建は返歌にて答えた。

### 軍艦を調達
京都守護職に就任し京へ着任する際、江戸から京へどのように行くかが討議された。京都の情勢探索にあたった藩士たちたちは軍艦で大坂に入ることを主張した。これは藩校日新館より江戸の昌平黌に学んだ若手の秀才たちの意見であった。当時としては時代の推移を捉えた斬新な意見であり、容保はこれに賛成、さっそく容保は幕府と交渉し2隻のスクーネル船を借用する。しかしその後、この海路案は西郷頼母など家老たちから猛烈な反対に遭う。「我らは山国に生まれ育ち航海の経験が浅い、主君に万一の危機が訪れたときはどのように守るのか」と轟々と反対され、遂に陸路と決まった。

### 新選組の護衛
京都の故老が残した回想録がある。
京都守護職であられた会津中将さんはとても美男子で、男が見ても惚れ惚れするような人でした。京都の人は容保さんのことを会津中将さんと呼んでおりました。何でも黒谷さん（会津本陣であった金戒光明寺）から御所さんにおいでの時を、私は一度烏丸通りで見たことがありましたが、真っ白い馬にお乗りになって、真っ赤な陣羽織みたいなものを着、烏帽子を冠り、槍を担いだ新選組を従えて、馬のお口は近藤勇が取り、右手には例の虎徹とか云う刀を、抜き身で持っておりました。会津中将さんのお通りだと云うと、若い女の子はわれ先にと、表に飛び出して行ったものですよ。

### 家臣の心配
元治元年（1864年）5月頃、池田屋事件直前の時期、長州勢が大勢京に入り込み不穏な空気の中であった。その頃長い病に伏せていた容保は、御所近くの浄華院にて守護し奉っていたが、黒谷の宿営に帰り保養することを許された。しかし浮浪の徒らがこのことを知って、途中で襲撃するとの報が入った。神保内蔵助など重臣たちは大いに心配し、途上の従者を増やそうとしたが、容保は「元より、自分の仕事は私心をもってのことではなく、天朝・幕府の命を奉じてのことなれば、道理に基づいてのことであり、何も心配する必要はない。万一暴発人が現れたとしても、それもまた天命。人数を増やしてもそれほど変わるまい。決してこれらは心配せず、人数など増やさないように」として許さなかった。重臣らはやむをえず、容保が戻る道筋の所々に家来を手配し、目に触れぬよう忍ばせ容保を守った。こうして見守ると容保は、その言葉のごとく断然とした振る舞いで少しも懸念するところが見えず、家臣たちは「まことに恐れ入った」と言っている。また小姓であった浅羽忠之助などは道中の道筋にて罷り出て、「久しぶりのお戻りにつき、御家来共にて有り難くお迎えに来ました」などと言上し、容保を守りに行った。
明治維新後、旧臣手代木勝任が高須に配流されたときには、その身を思った歌を詠んでいる。手代木は赦免後に新政府への出仕を求められるが、その際に容保の許可を得ようと東京で面会している。容保はこれを快諾し、前途を祝した歌を贈っている。

### 孝明天皇の占い
慶応元年（1865年）4月8日、長い病がついに完治し参内、孝明天皇に拝謁する。翌日、二条斉敬から「病気が全快致し候深くご満足に思し召され」との勅と共に杉折三重ね、文庫一個を賜る。また斉敬は「孝明天皇は容保の病気を心配するあまり内侍所にて快復を祈祷し、日々その廊下を渡る際、鈴虫の声を聞き、病気の軽重を占った。始めは声がすこぶる陰気で凶なので大いに心配したが、日を経て響きが吉に転じたので、気持ちもようやく安らかになり、日々快復の知らせを待っていたところ、昨日参内の報せを聞き、御喜悦のあまりこの恩賜があったのだ」と説明した。容保は謹んでこれを拝承し、恐懼感激、おくところを知らなかった。

### 雀の和歌
新島八重の回想談によると、鶴ヶ城での籠城中、八重が数えた中でも1日に1200発以上の砲弾が撃ち込まれ、城中が轟音と惨劇に包まれていた時、ふと見ると城内の月見櫓に雀が沢山とまっていた。その群れは天守閣の屋根に飛び移り、天守閣の屋根は雀でいっぱいになった。同じ光景を容保も見ていた。砲声が轟く中で突然、容保は歌を一首詠んだという。八重はうまく聞き取れなかったが、砲声がしばし止んだ際に物怖じしない八重は主君に声をかけ、今一度聞かせていただけないかと願った。容保はその求めに応じて、今一度詠んだ。
知ろしめす（治めるの意）と城しめすを掛け、雀の鳴き声（ちよちよ）と千代に八千代にを掛けている。八重はこの即興の歌を聞き「この主君の為ならば命を捨てるのは惜しいことはない」と感嘆している。

### 会津領民の請願書
明治元年（1868年）10月、会津戦争の敗戦後、容保・容大父子は東京に護送され謹慎となった。会津領民たちは驚愕し、悲しみと失望に暮れ、容保を救うべく「御赦免御帰城」の請願書を、会津においては民政局、東京に出ては太政官たちに多く提出した。この請願書運動は翌年11月に容大が陸奥斗南へ移封となった後も続けられた。『会津史談会誌』にはその中から2通を資料として掲載している。
一つは、百姓惣代として東谷地村、上西蓮村など5か村、若松町人惣代として4名の連名からなり、内容には、数百年の御恩をうけ一途な直心より訴えること、悲しみに沈み日夜寝食を絶つ様子や、大勢の民衆が訴え出ることを代表の者が押し止め申し合わせの上での請願書であることなどが書かれ、領内の民の安堵のためにも何卒御領主の御帰城をお許し下さいますようにと、百姓町人惣代の者の泣血の嘆願としている。
二つ目は、岩代國耶麻郡木曾組を筆頭に6ヶ村の連名からなり、容保や歴代藩主がこれまで領民のために行ってきた政策を34条（高齢者・病人・育児への福祉制度や、天明天保を始めとする飢饉や不作の年の援助など）書き連ねた上で、「御領主の儀は二百余年の事につき身に染みて片時も慕う気持ちを忘れずにいます。何卒哀憐の御沙汰をもって直ちに御帰城になりますよう」と訴えている。

### 浅羽忠之助の記録
藩主就任時から亡くなるまで長きにわたって容保に仕えた小姓浅羽忠之助の残した記録の中に、容保の人柄に関する記述がある。忠之助は容保について「喜怒の感情を表に出さない人柄だったが、先帝と先の将軍家（家茂）の御恩は始終胸中にあったようだ」「何十年御側にいても、切迫した様子を見せたことがなく、また他人が切迫しているのを見るのも嫌っていた。実に春風の中に座っているような方だった」さりながら「思い込んだらその意見は必ず通すという側面もあった」と書き残している。

### その他
- 細面で端正な貴公子然とした風貌で、京都守護職の容保が宮中に参内すると女官たちがそわそわした、という逸話も残っている。
- 京都見廻組は京都守護職だった容保の支配下にあったので、近江屋事件について磯田道史は「（見廻組与頭）佐々木只三郎の兄で会津藩公用人であった手代木直右衛門が、松平容保の命で佐々木に実行させた」と、手代木が記した書を元に指摘している[71]。
- 家臣からの人望は厚く、若松城開城後、江戸（東京）に護送される容保を、家臣たちは断腸の思いで見送ったという。反面、下々には重税を課していたことから領民たちの恨みを買っており[注釈 8]、見送りにくる領民はほとんどおらず、農民たちに至っては護送されている藩主を見ようともせずに野良仕事をしていたという。当時、従軍医師としてその様子を見たウィリアム・ウィリスは「松平容保やその家臣たちが恩赦を受けても、支配者として会津に戻ることは不可能だろう」と手帳に記している[72]。[注釈 9]
- 明治期になって、容保の実兄である旧尾張藩主・徳川慶勝から容保に尾張徳川家相続の話がもちかけられたが、容保は辞退した。旧臣・山川浩が容保にその理由を訊ねたところ「自分の不徳から起こった幕末の動乱で苦難を蒙った人々のことを思うと、自分だけが会津を離れて他家を接ぐわけにはいかない」と答えたと言う[73]。
- 明治26年（1893年）、孝明天皇の妃であった九条夙子は、容保の病が重いことを聞き、容保の主治医であり宮中の侍医頭でもあった橋本綱常を通じて、当時滋養によい高級品とされていた牛乳を贈った。容保は牛乳の匂いを苦手としていたため、皇太后は香料を加えることを指示し、綱常はコーヒーを加えた牛乳を瓶に詰めて松平家に持参した。容保は侍女に支えられながら病床に起き上がり、感涙にむせびながらそれを飲んだという[74]。
- 会津松平家は容保の長男・容大が子爵となったものの、山川健次郎の奔走が実るまで財政は苦しかった。旧臣たちは収入から幾許かを献上し、旧主家を支え続けた。
- 磐梯山が噴火した際、旧領の猪苗代、裏磐梯地域は大きな被害を受けた。旧臣の西忠義から事態の連絡を受けた容保は現地に急行し、被災者を見舞っている。被災者は旧領主の訪問を喜んだ[75]。

## 孝明天皇下賜の宸翰・御製
上述の通り、八月十八日の政変の際に孝明天皇より賜った宸翰（孝明天皇宸翰）には、京都守護職である容保の職務精励を嘉する文章があり、いかに孝明天皇が容保を信頼していたかを物語っている。宸翰・御製の内容は以下の通り。
宸翰
御製
たやすからさる世に武士（もののふ）の忠誠のこゝろをよろこひてよめる
- 和（やわ）らくも たけき心も相生（あいおい）の まつの落葉のあらす栄へむ
- 武士と こゝろあはしていはほをも つらぬきてまし世々のおもひて

## 登場する作品

### 小説
- 司馬遼太郎『王城の護衛者』講談社
- 星亮一『松平容保 悲運の会津藩主』学陽書房

### 映画
- 幕末純情伝（角川映画、1991年）-  演：榎木孝明

### テレビドラマ
- 花の生涯（NHK大河ドラマ、1963年）
- 燃ゆる白虎隊（TBS、1965年）演：中村竹弥
- 勝海舟（NHK大河ドラマ、1974年）演：児玉泰次
- 獅子の時代（NHK大河ドラマ、1980年） 演：片岡秀太郎
- 白虎隊（日本テレビ系、1986年） 演：風間杜夫
- 五稜郭（日本テレビ系、1988年） 演：水上保広
- 翔ぶが如く（NHK大河ドラマ、1990年） 演：若松武
- 新選組・池田屋の血闘（TBS、1992年）演：田中健
- 徳川慶喜（NHK大河ドラマ、1998年） 演：畠中洋
- 新選組!（NHK大河ドラマ、2004年） 演：筒井道隆
- 白虎隊（テレビ朝日系、2007年） 演：東山紀之
- 篤姫（NHK大河ドラマ、2008年） 演：志村東吾
- 龍馬伝（NHK大河ドラマ、2010年） 演：長谷川朝晴
- 白虎隊〜敗れざる者たち（テレビ東京、2013年） 演：伊藤英明
- 八重の桜（NHK大河ドラマ、2013年） 演：綾野剛
- 西郷どん（NHK大河ドラマ、2018年） 演：柏原収史
- 青天を衝け（NHK大河ドラマ、2021年） 演：小日向星一

### ゲーム
- 維新の嵐 - 全シナリオにおいてプレイヤーとして選択できる。

### アニメ
- ブッチギレ!（ジェノスタジオ、ツインエンジン、2022年）声 - 白井悠介
- 青のミブロ（原作：安田剛士、2024年）声 - 石井真

### ドラマCD
- 歴史ロマン朗読CD 城物語 松平容保と会津若松城（コズミックレイ、2013年）[76]
- 彼岸獅子の入城（花春酒造、2014年）[77]